# Anna Szamowa
Anna Nikołajewna Szamowa (ros. Анна Николаевна Шамова; ur. 27 sierpnia 1977) – rosyjska zapaśniczka walcząca w stylu wolnym. Zdobyła dwa medale na mistrzostwach świata, w tym srebrny w 2000. Trzykrotna brązowa medalistka mistrzostw Europy w latach 1997 – 2002. Czwarta w Pucharze Świata w 2001, a szósta w 2003 i 2007. Mistrzyni świata juniorów w 1993 i Europy w 1995 i 1997 roku.
Wicemistrzyni Rosji w 2001.